# Клоттер, Кристоф
Кри́стоф Кло́ттер (нем. Christoph Klotter; 1956 — июль 2023) — немецкий психолог питания и психотерапевт, специализирующийся в области пищевых расстройств. С 2001 года — профессор кафедры экотрофологии Фульдской высшей школы, в 2006—2011 годах занимал должность её декана. В 2011—2014 годах занимал должность вице-президента Фульдской высшей школы.
Кристоф Клоттер изучал математику, философию и психологию в университетах Киля и Берлина. Защитил докторскую диссертацию в 1989 году. В 1997—2001 годах был издателем «Журнала по психологии».

## Труды
- Die Adipositasforschung im Lichte der historischen Psychologie, ein Beitrag zu einer historischen Pathologie (5 Mikrofiches: 24x), Dissertation TU Berlin 1989, DNB 900436492.
- Adipositas als wissenschaftliches und politisches Problem: zur Geschichtlichkeit des Übergewichts, Asanger, Heidelberg 1990, ISBN 3-89334-182-X
- Einführung in die Ernährungspsychologie. UTB 2860 / Rheinhard, München / Basel 2007, ISBN 978-3-8252-2860-6 (UTB) / ISBN 978-3-497-01860-4 (Reinhardt), (= PsychoMed compact, Band 2).
- Warum wir es schaffen, nicht gesund zu bleiben: Eine Streitschrift zur Gesundheitsförderung. Reinhardt, 2009, München / Basel ISBN 978-3-497-02061-4.
- Männergruppen, Politsex, Entgrenzung: zu den Folgen der 68er Revolte. Pabst Science Publishers, Lengerich 2015, ISBN 978-3-95853-047-8.